# Verlaten
Verlaten (jelentése: „elhagyott”, mai neve Sertung) egy hosszúkás sziget, egy valamikori vulkánkitörés által létrehozott óriási kaldera szegélyének a maradványa. A Krakatau körül fekvő szigetek közül nyugatra helyezkedik el. 187 méter magas, fákkal borított sziget.

## Az 1883-as kitörés
1883. augusztus 27-e előtt Verlaten és Krakatau között számos kis szikla állt ki a vízből, melyek erősen veszélyeztették az éppen arra járó hajókat, de ezeket a mindent elpusztító kitörés a tenger mélyére süllyesztette. A sziget háromszorosára növekedett a folyamatosan hulló vulkanikus bombák miatt. Északi részén kialakult egy sekély, enyhén sós tó, mely évek múlva a vízimadarak paradicsoma lett. A folyamatos tengeri hullámzást követően a sziget területi nyeresége elmosódott, és a tó is megsérült.

## Forráshivatkozás
Furneaux, Rupert (1964) Krakatoa